# Michail Menzbir
Michail Aleksandrovitj Menzbir (på ryska Михаи́л Алекса́ндрович Ме́нзбир), född 1855, död 1935, var en rysk zoolog, ornitolog och evolutionsbiolog som bland annat populariserade evolutionsteorin.
Menzbir var professor vid Moskvauniversitetet och medlem av Rysslands Vetenskapsakademi, Zoological Society of London och American Ornithologists' Union. Han grundade Rysslands första ornitologiska organisation.
Menzbiermurmeldjur har uppkallats efter Menzbir.